# Peterhansel (Glasmacher)
Die Peterhansel waren eine bedeutende Glasmacherfamilie, deren Mitglieder überwiegend in Böhmen und Mähren sowie über drei Generationen in der Grafschaft Glatz tätig waren. 
Sie stammten ursprünglich aus dem Bistum Passau. Der erste bekannte Glasmacher aus dieser Familie war 
- Martin Peterhansel, der für die Jahre 1620 und 1621 in Weißwasser (Bílá Voda u Štítů)[1] nachgewiesen ist. Die Hütte übernahm er vermutlich von Dominik Schürer von Waldheim, der 1596 von Ladislav Velen von Zerotein das Privileg zur Errichtung einer Glashütte in Weißwasser bei Mährisch Rothwasser (Červená Voda) erhalten hatte. Für das Jahr 1638 ist Martin Peterhansel als Glasmacher im mährischen Glasdörfel (Sklené)[2] am Südhang des Glatzer Schneegebirges belegt. Vermutlich dessen Vater starb bei der Schlacht am Weißen Berge.

- Der Hüttenmeister Peter Hansel (Hanzel) war vermutlich ein Sohn des vorstehenden Martin. Peter Hansel verkaufte 1689 die Glashütte in Glasdörfel (Sklené) an den Grundherrn von Goldenstein. Weitere bekannte Peterhansel waren:

- Adam Paul Peterhansel[3] erwarb 1652 die böhmische Glashütte Friedrichswald im Adlergebirge von Johann Friedrich. Die Hütte lag am rechten Ufer der Wilden Adler im oberen Erlitztal, das zum Königgrätzer Kreis in Böhmen gehörte. Da der Wald um Friedrichswald um diese Zeit weitgehend abgeholzt war, verhandelte Peterhansel ab dem Jahr 1657 mit dem Glatzer Landeshauptmann Johann Georg von Götzen über den Erwerb eines Teils des kaiserlichen Walds, der jenseits der Wilden Adler auf deren linkem Ufer lag und dessen Gebiet zur Grafschaft Glatz gehörte. Der Verkauf kam 1662 zustande, der entsprechende Vertrag wurde vom Kaiser Leopold I. bestätigt. Auf dem erworbenen Grund errichtete Peterhansel eine Glashütte und ein kleines Vorwerk sowie weitere Häuser. Das gesamte Gut wurde mit den Rechten eines Freirichterguts ausgestattet. Dazu gehörte die Ansiedlung von Handwerkern sowie Gärtnern und Häuslern, die Niedere Gerichtsbarkeit, das Jagdrecht, der Wein- und Bierausschank u. a. Die sich um die Glashütte entwickelnde Ansiedlung wurde Kaiserswalde benannt. Adam Paul Peterhansel und Mitglieder seiner Familie sind in den Kirchenbüchern der Pfarrkirche von Kronstadt, zu der sowohl Friedrichswald als auch Kaiserswalde gehörten, mehrmals als Taufpaten und Trauzeugen nachgewiesen. Z. B. war Adam Pauls Ehefrau Anna Taufzeugin bei Ignaz Preissler, einem Sohn des Glas- und Porzellanmalers Daniel Preissler, bei dessen zweitem Sohn Florian war der Glasmacher Adam Paul Peterhansel Taufpate. Dessen ältere Söhne Johann Franz und Adrian Florian wurden vermutlich noch im mährischen Glasdörfel geboren. Ein weiterer Sohn und sechs Töchter sind in den Taufmatriken der Kronstädter Pfarrkirche verzeichnet. Adam Paul Peterhansel starb 1693; die Glashütten Friedrichswald und Kaiserswalde übernahm sein Sohn

- Johann Franz (Ferdinand) Peterhansel († 13. Juni 1733). Obwohl er seinen Wohnsitz und die Friedrichswalder Glashütte um 1700 nach Kaiserswalde verlegte, blieb Friedrichswald weiterhin in seinem Besitz. In seiner Eigenschaft als König von Böhmen erhob ihn Kaiser Joseph I. 1710 mit dem Prädikat „von Retzburg“ in den böhmischen Ritterstand. Die Erhebung soll auch wegen der Verdienste von Franz Ferdinand Peterhansels Großvater, der 1620 in der Schlacht am Weißen Berge gefallen war, erfolgt sein. Dreizehn Jahre vor seinem Tod überschrieb Franz Ferdinand Peterhansel 1720 sein verschuldetes Gut seinem Sohn

- Franz Anton Peterhansel von Retzburg. Er führte die vereinten Glashütten Friedrichswald und Kaiserswalde, musste sie jedoch 1728 mit dem zugehörigen Gut wegen Überschuldung an den kaiserlichen General Franz Paul von Wallis auf Plomnitz verkaufen[4]. Das entsprechende Übergabeprotokoll wurde am 23. Juli 1728 ausgefertigt. Wenige Wochen später starb Franz Anton Peterhansel von Retzburg im Alter von nur 40 Jahren und wurde am 16. August 1728 in Kronstadt beerdigt. Sein Vater Johann Franz Ferdinand Peterhansel von Retzburg überlebte ihn um fünf Jahre. Mit ihm endete die Glatzer Geschichte der Glasherrenfamilie Peterhansel von Retzburg. Die Kaiserswalder Hütte wurde vom Grundherrn von Wallis an den Glasmacher Ignaz Rohrbach verpachtet.